# Połcie Młode
Połcie Młode – część wsi Stare Połcie w Polsce położona w województwie warmińsko-mazurskim, w powiecie nidzickim, w gminie Janowiec Kościelny.
Historycznie wieś położona na północnym Mazowszu, na obszarze ziemi zawkrzeńskiej, kraina Poborze. Przez wieś przepływa rzeka Borowianka, która wpada do rzeki Orzyc. Miejscowość położona jest na terenie Obszaru Chronionego Krajobrazu Doliny Rzeki Orzyc. W okresie I RP i II RP była to wieś przygraniczna, położona w odległości około 2,5 km od granicy z Prusami.
W latach 1975–1998 miejscowość administracyjnie należała do województwa olsztyńskiego. Pierwotna nazwa wsi używana do momentu wybuchu I Wojny Światowej brzmiała Moszczony-Młode (alternatywnie Moszczony-Połcie-Młode). W latach 1795–1807 wieś została przyłączona do zaboru pruskiego. W latach 1807–1815 administracyjnie należała do Księstwa Warszawskiego, a w latach 1815-1832 do Królestwa Polskiego. W latach 1832–1918 podlegała pod zabór rosyjski. W latach 1918–1954 wieś należała do gminy Szczepkowo (z siedzibą w Janowcu Kościelnym), w powiecie mławskim.
Inne miejscowości o nazwie Połcie: Stare Połcie